# Amphoridium curvipes
Amphoridium curvipes là một loài rêu trong họ Orthotrichaceae. Loài này được (Müll. Hal.) A. Jaeger mô tả khoa học đầu tiên năm 1874.